# Бухарский округ
Бухарский округ — административно-территориальная единица Узбекской ССР, существовавшая в 1926—1930 годах.
Бухарский округ был образован в 1926 году. Центром округа был назначен город Бухара.
По данным на 1929 год округ был разделён на 8 районов: Бухара, Вобкент, Гиджуван, Каракуль, Ново-Бухарский, Рометан-Хайрабад, Султан-Абадский и Шафрикентский.
30 июля 1930 Бухарский округ, как и большинство остальных округов СССР, был упразднён. Его районы отошли в прямое подчинение Узбекской ССР.
Население округа в 1926 году составляло 389,8 тыс. человек. Из них узбеки — 82,5 %; таджики — 6,8 %; русские — 3,3 %; персы — 1,4 %.